# Edmund Knoll-Kownacki
Edmund Stanisław Knoll, ps. „Kownacki” (ur. 24 lipca 1891 w Pomiechówku, zm. 2 września 1953) – generał brygady Wojska Polskiego, kawaler Orderu Virtuti Militari.

## Życiorys

### Młodość
Urodził się 24 lipca 1891 w Pomiechówku, w ówczesnym powiecie płońskim guberni płockiej, w rodzinie Kazimierza i Marii z domu Eynanten. W latach 1899–1902 uczęszczał do gimnazjum klasycznego w Penzie. Po uzyskaniu matury w 1908 w gimnazjum klasycznym w Kałudze, kontynuował naukę na Wydziale Przyrodniczym Uniwersytetu Moskiewskiego. Po pięciu semestrach przeniósł się do Moskiewskiego Instytutu Rolnictwa. Podczas studiów, od 1 września 1912 do 1 września 1913 odbył obowiązkową jednoroczną służbę wojskową w 19 baterii artylerii konnej w Dubnie, po zakończeniu której zdał egzamin oficerski, uzyskując stopień chorążego rezerwy.
W maju 1913 otrzymał dyplom agronoma. Przez rok pracował w Centralnym Towarzystwie Rolniczym w Warszawie, w charakterze agronoma instruktora. W tym też czasie wstąpił do Polskich Drużyn Strzeleckich, przyjmując pseudonim „Kownacki”. Na przełomie lipca i sierpnia 1914 ukończył Szkołę Drużyn Strzeleckich w Nowym Sączu. 1 maja 1914 został zmobilizowany do 8 Brygady Artylerii w Rembertowie.

### I wojna światowa
6 sierpnia 1914 po wybuchu wojny został mianowany dowódcą plutonu w 2 batalionie strzelców. Od 13 września pełnił służbę w 1 szwadronie ułanów rtm. Władysława Beliny-Prażmowskiego. Od października 1914 dowodził zorganizowaną przez siebie baterią konną 1 pułku artylerii, a później dywizjonem. 8 lipca 1917, po kryzysie przysięgowym, został internowany w obozie w Beniaminowie. W maju 1918 został urlopowany w celu załatwienia spraw rodzinnych. Do obozu nie powrócił. Jako były wojskowy Polskiego Korpusu Posiłkowego reskryptem Rady Regencyjnej z 25 października 1918 został przydzielony do podległego jej Wojska Polskiego w stopniu kapitana.  W listopadzie organizował 1 pułk artylerii polowej Legionów, którym dowodził na froncie wschodnim. W marcu 1919 pod Gródkiem Jagiellońskim został ranny.

### Wojna polsko-bolszewicka
1 września 1919 powierzono mu zadanie organizacji i stanowisko dowódcy Szkoły Podchorążych Artylerii w Poznaniu. W marcu 1920 równocześnie ukończył VIII kurs w Centrum Studiów Artyleryjskich w Warszawie. 29 maja 1920 został zatwierdzony z dniem 1 kwietnia 1920 w stopniu pułkownika, w artylerii, w grupie oficerów byłych Legionów Polskich. 6 lipca 1920 zdał obowiązki dowódcy szkoły i powrócił na front, obejmując przejściowo dowództwo I Brygady Artylerii Legionów, od 9 lipca do końca roku natomiast – dowództwo I Brygady Piechoty. 1 września 1920 dowódca 2 Armii nadał mu Krzyż Srebrny Orderu Virtuti Militari.

### Lata międzywojenne
W styczniu 1921 został przeniesiony do Ministerstwa Spraw Wojskowych na stanowisko zastępcy szefa Sekcji Artylerii Departamentu I Broni Głównych i Wojsk Taborowych. Pracując w tym departamencie, ukończył dwumiesięczny kurs wyższych dowódców w Warszawie oraz kurs wyższych dowódców artylerii w Toruniu. 1 września został wyznaczony na stanowisko szefa artylerii Dowództwa Okręgu Generalnego Pomorze. Od listopada 1921 do sierpnia 1922 zajmował stanowisko szefa Artylerii i Służby Uzbrojenia Okręgu Korpusu Nr VII w Poznaniu. Po ukończeniu trzymiesięcznego kursu informacyjnego dla dowódców dywizji w Warszawie wyjechał na dwuletnie studia do École supérieure de guerre w Paryżu (44 promocja).
15 stycznia 1925 otrzymał tytuł naukowy oficera Sztabu Generalnego i został mianowany pełniącym obowiązki dowódcy 13 Dywizji Piechoty w Równem. 1 listopada tego roku został przeniesiony z 1 pap Leg. do kadry korpusu oficerów artylerii przy Departamencie III MSWojsk. z pozostawieniem na stanowisku dowódcy 13 DP. 16 marca 1927 prezydent RP nadał mu stopień generała brygady z dniem 1 stycznia 1927 i 11. lokatą.
W 1927 został stałym członkiem Komisji do Spraw Uzbrojenia i Sprzętu. Przygotowując kontrakt na armatę dalekonośną 155 mm, wizytował fabryki broni w: Czechosłowacji, Francji, Włoszech, Szwecji i Wielkiej Brytanii. Od 10 listopada 1932 do 20 sierpnia 1933 był słuchaczem VII Kursu Centrum Wyższych Studiów Wojskowych w Warszawie. 16 lutego 1935 został wyznaczony na stanowisko dowódcy Okręgu Korpusu Nr VII w Poznaniu. Równocześnie pełnił funkcję „generała inspekcjonującego”. W opinii płk. dypl. Mariana Romeyki „należał on do generałów lubianych i szanowanych, promieniował spokojem, dobrym humorem, wrodzoną kulturą i taktem”.
W okresie międzywojennym był prezesem okręgowym Związku Legionistów, przewodniczącym koła 1 pułku artylerii Legionów, prezesem okręgowym Ligi Obrony Przeciwlotniczej i Przeciwgazowej, Wołyńskiego Klubu Jeździeckiego oraz Aeroklubu Poznańskiego. Posiadał osadę rybacką we wsi Dźwierszno Wielkie, w powiecie wyrzyskim.

### II wojna światowa
W czasie kampanii wrześniowej dowodził Grupą Operacyjną „Koło” w składzie Armii „Poznań”, przemianowaną 6 września na Grupę Operacyjną gen. Knoll-Kownackiego. Dowodząc tą grupą, poprowadził główne uderzenie Armii „Poznań” w bitwie nad Bzurą (9–12 września). Z uszczuploną grupą przedarł się przez Puszczę Kampinoską do Warszawy, gdzie po kapitulacji dostał się do niewoli. Przebywał w oflagach „generalskich” (kolejno: Hohnstein, Königstein, Johannisbrunn) a od 27 kwietnia 1942 w Oflagu VIIA w Murnau. W obozie Murnau kierował konspiracyjnym wydziałem szyfrów i łączności z krajem.

### Lata powojenne
Po wyzwoleniu wiosną 1945 znalazł się na krótko w południowej Francji. Później pełnił służbę w dowództwie 2 Korpusu Polskiego we Włoszech. Od 30 października 1945 był generałem do zleceń Naczelnego Wodza. Po przybyciu do Wielkiej Brytanii i demobilizacji osiedlił się w Walii, gdzie gospodarował na niewielkiej farmie.
Zmarł 2 września 1953. Został pochowany na cmentarzu w Beaumaris na wyspie Anglesey w północnej Walii.
27 grudnia 1916 ożenił się z Janiną z Chramców, z którą miał córkę Marię Barbarę (ur. 28 marca 1918) i drugą córkę (ur. 19 marca 1922, nie ochrzczone).

## Publikacje
- Podręcznik artylerii dla podoficera i kanoniera (cz. I, Kraków 1913; cz. II, Piotrków 1916)
- Podręcznik Artyleryi, Kraków 1915
- W obronie lekkich bateryi (Bellona, 1918)
- Bój pod Uzdowem (Bellona, 1938)

## Awanse
- chorąży – 15 września 1913
- porucznik – 15 maja 1915
- kapitan – 1 listopada 1916
- major – 13 października 1918

## Ordery i odznaczenia
- Krzyż Srebrny Orderu Wojskowego Virtuti Militari nr 176[2] – 16 lutego 1921[23][24]
- Krzyż Komandorski z Gwiazdą Orderu Odrodzenia Polski (1938)[25]
- Krzyż Komandorski Orderu Odrodzenia Polski (11 listopada 1934)[26][24]
- Krzyż Niepodległości – 12 maja 1931 „za pracę w dziele odzyskania Niepodległości”[24][27]
- Krzyż Oficerski Orderu Odrodzenia Polski – 9 listopada 1926 „za zasługi na polu organizacji armji i wyszkolenia żołnierza”[28][29]
- Krzyż Walecznych sześciokrotnie[24]
- Złoty Krzyż Zasługi – 17 marca 1930 „za zasługi na polu organizacji i wyszkolenia wojska”[30][31]
- Medal Pamiątkowy za Wojnę 1918–1921 – 1928[32]
- Medal Dziesięciolecia Odzyskanej Niepodległości[24]
- Odznaka „Za wierną służbę”[33]
- Odznaka Pamiątkowa Więźniów Ideowych – 1931[34]
- Odznaka za Rany i Kontuzje[35]
- Państwowa Odznaka Sportowa[35]
- Krzyż Komandorski z Gwiazdą Orderu Korony Rumunii[36]
- Krzyż Komandorski francuskiego Orderu Legii Honorowej – 1933[37][38]
- Medal Zasługi Wojskowej z mieczami[39]
- Krzyż Wojskowy Karola[40]
- Medal pamiątkowy 300-lecia Domu Romanowych – 1913[41]